# Fustius
Fustius là một chi bướm đêm thuộc họ Erebidae.

## Các loài
- Fustis sterlingi Fibiger, 2010
- Fustis malaysiensis Fibiger, 2010
- Fustis parasensora Fibiger, 2010
- Fustis sensora Fibiger, 2010
- Fustis biextuta Fibiger, 2010
- Fustis extuta Fibiger, 2010
- Fustis gregerseni Fibiger, 2010
- Fustis s-forma Fibiger, 2010
- Fustis papei Fibiger, 2010